# Żołędnik
Żołędnik (deutsch Sienken) ist ein Ort in der polnischen Woiwodschaft Ermland-Masuren und gehört zur Landgemeinde Górowo Iławeckie (Landsberg) im Powiat Bartoszycki (Kreis Bartenstein), bis 1945 zum Kreis Preußisch Eylau in Ostpreußen.

## Geographische Lage
Sienken wurde 1335 als sehr großes Hof gegründet. und gehörte zunächst zum Gutsbezirk Groß Peisten (polnisch Piasty Wielkie) Am 19. Mai 1886 wurde aus dem Gutsbezirk Groß Peisten der neue Gutsbezirk Sienken gebildet und dem Amtsbezirk Glandau (polnisch Glądy) im ostpreußischen Kreis Preußisch Eylau, Regierungsbezirk Königsberg, zugeordnet. Am 16. Januar 1899 wurden Teile der Landgemeinde Glandau in den Gutsbezirk Sienken umgegliedert. Im Jahre 1910 zählte Sienken 144 Einwohner.
Der Gutsbezirk Sienken verlor seine Eigenständigkeit am 30. September 1928, als er nach Glandau eingemeindet wurde.
Im Zusammenhang der Abtretung des gesamten südlichen Ostpreußen 1945 in Kriegsfolge an Polen erhielt Sienken die polnische Namensform „Żołędnik“. Heute ist das Dorf eine Ortschaft im Verbund der Gmina Górowo Iławeckie (Landgemeinde Landsberg) im Powiat Bartoszycki (Kreis Bartenstein), von 1975 bis 1998 der Woiwodschaft Olsztyn, seither der Woiwodschaft Ermland-Masuren zugehörig.

## Religion
Bis 1945 war Sienken in das evangelische Kirchspiel des Sprengels Hanshagen (polnisch Janikowo) der Vereinigten Kirchengemeinden Hanshagen-Groß Peisten (polnisch: Janikowo-Piasty Wielkie) in der Kirchenprovinz Ostpreußen der Kirche der Altpreußischen Union eingegliedert. Die römisch-katholischen Einwohner gehörten zur Pfarrei in Landsberg im damaligen Bistum Ermland, heute zur Filialkirche Janikowo der Pfarrei Pieszkowo (Petershagen) im jetzigen Erzbistum Ermland.

## Verkehr
Żołędnik liegt zwischen Dwórzno (Hoofe) und Glądy (Glandau) an einer Nebenstraße, die die Woiwodschaftsstraße 512 bei Górowo Iławeckie (Landsberg) mit der Woiwodschaftsstraße 513 bei Babiak (Frauendorf) verbindet. Eine von Wągniki (Wangnick) kommende Straße endet in Żołędnik.
Eine Bahnanbindung besteht nicht.